# Історія ядерної програми Франції

## Французька ядерна програма
Франція, затьмарена успіхами США та Радянського Союзу, стала четвертою країною, володарем ядерної зброї після свого першого випробування в 1960 році. Хоча розвиток сповільнювався під впливом Другої світової війни, досягнення ранніх французьких досліджень були вирішальними для світового ядерного розвитку. Із ядерною таємницею, яка суворо підтримувалася США під час холодної війни, Франція самостійно розробила свою ядерну програму, і розповсюдження її стало частиною французької національної ідентичності. Франція також відома своїм розвитком ядерної енергетики, і сьогодні все ще виробляє більшість своєї електричної енергії за допомогою атомних електростанцій.

## Спалах Другої світової війни: 1939—1940
Французька ядерна програма, подібно до «Манхеттенського проєкту», була зумовлена початком Другої світової війни, коли нацистська Німеччина вторглась до Польщі 1 вересня 1939 року. Однак, зусилля Франції в цей час не були зосереджені на будівництві бомби, а на гострій нестачі в енергії для її військових потреб. Хоча вони, ймовірно, знали про можливості атомної бомби, видатні французькі вчені вважали, що ядерна енергетика може вирішити  енергетичні потреби Франції.
Ядерними дослідженнями в першу чергу керували фізик та хімік Фредерік Жоліо-Кюрі, зять відомої французької вченої Марі Кюрі та чоловік Ірен Жоліо-Кюрі. Джоліо-Кюрі разом виграли Нобелівську премію з хімії 1935 року. У 1937 році Фредерік Жоліо-Кюрі зайняв посаду викладача в «Collège de France» в Парижі, де також створив лабораторію з першим циклотроном у Західній Європі. Разом з фізиком Левом Коварським, 26 січня 1939 року Джоліо-Кюрі досяг реакції поділу. Вони спостерігали за радіоактивними фрагментами, що свідчили про можливість стійкої ланцюгової реакції.
За словами Коварського, Джоліо-Кюрі зазначав: «Ну, звичайно, це дуже забавно, але я можу сказати вам, що я цілком впевнений, що це відкриття вже було зроблене в інших місцях». Він мав рацію, так як інші вчені вже довели експерименти з ядерним поділом, але, за словами Коварського, Жоліо-Кюрі точного не міг знати і тільки здогадувався.
Озброївшись цією інформацією, Жоліо-Кюрі вирішив просити подальших державних інвестицій для подальшого побудування моделі стійкої ланцюгової реакції. Проблема полягала в нестачі матеріалів; для цього був потрібен як уран, так і важка вода. Уран отримувався без перешкод від брюссельського союзу «Minière», бельгійської компанії, що видобуває уран в Конго, але важку воду дістати було набагато важче. Єдині поставки важкої води в той час вироблялися на «Norsk-Hydro Plant» в Норвегії. Як незабаром виявлять французи, німці також були зацікавлені в його закупівлі, що свідчить про те, що вони, ймовірно, працюють над власним проєктом атомної енергії.
У лютому 1940 року Міністр з питань озброєнь Рауль Даутрі направив банкіра Жака Альєра на завод «Norsk-Hydro plant» з метою придбати важку воду. Жоліо-Кюрі також дав Альєру тюбик кадмію, сказавши йому: "Тримай це завжди з собою. Якщо контейнери з важкою водою виявляться у небезпеці, і ви не встигнете їх опорожнити, налий потроху у кожну.  Вміст одразу стане непридатним ". Таємний план спрацював ідеально, коли Альєр повернувся до Парижа з 26 семилітровими каністрами важкої води, на той час це були усі світові запаси.

## Окупація: 1940—1944
Незважаючи на їхні успіхи в отриманні експериментальних матеріалів, вторгнення Німеччини до Франції у травні 1940 року зупинило подальші дослідження, оскільки французи змушені були приховувати запаси важкої води та урану. Бельгійський уран був вивезений з країни до Марокко, де він перебував у безпеці протягом усієї війни. Важка вода, відома як продукт «Z», була перевезена  серед глухої ночі до відділення Клермон-Ферран Банк де Франс асистентом лабораторії Жоліо-Кюрі Анрі Моуре. Після того, як стало зрозуміло, що німці візьмуть Париж, важка вода була перевесена знову, на цей раз до Центральної в'язниці в Ріомі, перед тим як її Коварські та Ганс Хальбан доставили до Англії на борту «S.S. Broompark». Він був би використаний у життєво важливих експериментах британських та французьких вчених, що підтверджує, що самостійка ланцюгова реакція насправді була можливою.
Поки багато видатних французьких учених заздалегідь втекли від німецької окупації, Ірен та Фредерік Жоліо-Кюрі вирішили залишитися у своїй лабораторії в Парижі. Жоліо-Кюрі не співпрацювали з німцями. Швидше, вони розглядали науку як патріотизм і були рішуче налаштовані продовжувати французькі наукові намагання. Під час інтенсивного допиту щодо розташування французького урану та запасів важкої води Фредерік Жоліо-Кюрі приховував своє знання місцезнаходження урану.
Німці були особливо зацікавлені циклотроном Жоліо-Кюрі, оскільки вони ще не розробили свого власного. Тим не менш, Жоліо-Кюрі ніколи не знав, що після війни, що ланцюгова реакція насправді можлива, оскільки він не встиг завершити свої експерименти з важкою водою до вторгнення німців. Таким чином, Джоліо-Кюрі в першу чергу досліджував вплив радіації під час війни, тоді як зусилля щодо побудови ядерного реактора були відкладені. Він продовжував щоб приєднатися до французького опору. Під час визволення, Жоліо-Кюрі допомагав у місії союзників також надаючи інформацію про свою роботу з німецькими вченими.

## Відродження програми: 1944—1948
З визволенням Франції та поверненням відомих вчених, зокрема Коварського, Хальбана, Жуля Герона та Бертранда Гольдшмідта, Фредерік Жоліо-Кюрі вирішив якнайшвидше відновити атомні дослідження. Тим не менш, генерал Леслі Гроувс був занепокоєний зв'язками Жоліо-Кюрі з комуністами. Побоюючись, що Жоліо-Кюрі передасть таємниці Радянському Союзу, Гроувс стежив за ним та своїми колегами, навіть записував їх розмови в Лондоні.
Незважаючи на американські атомні вибування в Японії, Джоліот-Кюрі залишався непохитним у тому що французька програма повинна проводити мирне використання атомної енергії. На наступний день після бомбардування Нагасакі він опублікував статтю в «L'Humanité», де стверджував: "Це … правда, що величезні запаси енергії, що містяться в уранових пристроях, можна вивільняти досить повільно, щоб використовувати їх практично на благо людства. Я особисто впевнений, що … це [атомна енергія] стане безцінною послугою людству в мирний час ".
Прохання Жоліо-Кюрі щодо урядових інвестицій були заслухані новопризначеним главою держави Шарлем де Голлем, коли Франція знову відчула відчайдушні потреби в енергії, оскільки запаси вугілля та нафти сильно вичерпалися. 18 жовтня 1945 року було офіційно створено Комісаріат атомної енергії (CEA — Commissariat à l'énergie atomique). Заявленою місією було «проведення науково-технічних досліджень з метою використання атомної енергії в різних областях науки, промисловості та національної оборони» . Жоліо-Кюрі був призначений верховним комісаром, відповідальним за всю науково-технічну роботу, а Рауль Даутрі був призначений генеральним адміністратором і керував адміністративною та фінансовою стороною.
З самого початку КАЕ мав значний політичний вплив, і він звітував Президенту Ради Міністрів, а не якомусь конкретному міністерству, надаючи йому відносну самостійність. Її штаб-квартира була заснована у форті Шатійон, приблизно в трьох милях на південь від Парижа. Незважаючи на заперечення генерала Гроува, Коварського, Герона та Гольдшмідта, які працювали над ядерними проєктами в ядерних лабораторіях річки Крейда в Канаді, домовилися з Вашингтоном про роботу над французькою атомною програмою. Їм дозволялось обмінюватися інформацією лише з французьким проєктом, над яким вони самі працювали. КАЕ швидко встановив три довгострокові цілі: створити реактор для важкої води та урану, який міг би створити радіоактивні ізотопи, потім використовувати ці ізотопи для побудови більшої маси і ядерного центру, а потім нарешті побудувати атомну електростанцію.
Перша з цих цілей була досягнута 15 грудня 1948 року, коли у 12:12 вечора почала діяти перша атомна кострукція урану та важкої води у Франції. Він був призначений для отримання всього п'яти кіловат енергії, реактор отримав назву Zoé (абревіатура Zéro énergie, або нульова потужність, оскільки в реакторі вироблялося дуже мало, оксид або оксид урану, і Eau lourde, або важка вода). На відміну від проєкту Манхеттен, успіх КАЕ не залишився таємницею. Французька газета «L'Aube» назвала це «великим досягненням, французьким і мирним, що посилює нашу роль в обороні цивілізації». Президент Вінсент Ауріол підтвердив: «Це досягнення додасть сяйві Франції».

## «Ядернізація» нації: 1948—1958
Успіх реактора Zoé швидко сприяв просуванню французької ядерної програми. У 1949 році в Ле Буше було створено обладнання для видобутку плутонію з використанням опроміненого палива від Zoé. Другий реактор з виробництва плутонію незабаром відкриється в Саклаї в 1952 році.
Поки ще не було офіційних планів побудови атомної бомби, серед французьких вчених швидко поширилися занепокоєння, що їхня робота може бути використана в якості зброї. Фредерік Жоліо-Кюрі публічно заявив, «якщо завтра вони попросять нас зробити військову роботу, зробити атомну бомбу, ми відповімо: Ні!». Жоліот-Кюрі також поширював Стокгольмське звернення, прохання про заборону всієї ядерної зброї, за допомогою Французької комуністичної партії. Внаслідок зростаючого антикомунізму Франції після невдалого страйку Комуністичної партії взимку 1947 року та перевороту комуністів у Чехословаччині в 1948 році, КАЕ усунула Жоліо-Кюрі в 1950 році.
У 1952 р. Було оголошено п'ятирічний план створення трьох масштабних заводів з виробництва плутонію в Маркуле на півдні Франції. Усвідомлюючи, що електроенергія буде вироблятися як побічний продукт, CEA почав тісно співпрацювати з «Électricité de France» (EDF) з метою використання електричної енергії з цих установ. Перший реактор Маркуле, G-1, став небезпечним у 1956 році, виробляючи невелику кількість електроенергії. Наступні реактори G-2 і G-3, побудовані відповідно в 1958 і 1959 роках, були набагато потужнішими, здатними виробляти 200 мегават електроенергії. Вони також виробляли значні кількості плутонію, важливого чинника для можливого виробництва атомної бомби.
На той момент, коли майбутні заводи в Маркулі були на будівництві, Франція виявила і почала видобувати значну кількість вітчизняного урану, а також імпортувати частину зі своєї колонії на Мадагаскарі. Хоча Zoé використовувала важку воду в якості модератора, наступні реактори використовували графіти, оскільки вирішили що побудувати завод для важкої води буде занадто об'ємно. Подібні реактори вже існували (наприклад, у США), але оскільки саме французькі роботи та французькі матеріали розробили графіто-модеровані та газові охолоджуючі реактори.
Асоціація національної ідентичності з ядерною здатністю незабаром стане рушійною силою у розвитку французької атомної бомби. З моменту створення НАТО в 1949 року Франція довго відчувала себе маргіналізованою через «особливі» відносини між Сполученими Штатами та Великої Британією і навіть Західною Німеччиною, яка вступила до НАТО в 1955 році, не зважаючи на заперечення Франції. Франція була принижена навіть більше в 1956 році кризою Суецького каналу, коли британські та французькі війська були змушені вийти з Єгипту. Крім того, КАЕ мав частину ресурсів американських або навіть британських ядерних програм, і з постійним побоюванням французького комунізму США та Велика Британія неохоче обмінювалися інформацією. Ядерна енергетика стала не лише питанням національної безпеки, але й набула глобального статусу, особливо як нація з колоніальними володіннями.
Французький уряд здійснив попередні кроки щодо реорганізації своєї атомної програми в 1956 році при президенті  П'єра Мендеса Франс. Мендес Франс встановив зв'язок між КАЕ та Міністерством оборони, створивши «Comité des Applications de l'Energie Atomique» на чолі з генералом Полом Елі. Комітет атомної енергетики та Міністерство оборони також підписали меморандум про зобов'язання щодо можливого ядерного випробування. Американська розвідка з 1957 року вказувала на посилення націоналістичного тиску для створення бомби. Того ж року США та Велика Британія домовились не ділитися будь-якою інформацією зі своїх ядерних програм з Францією чи Західною Німеччиною.

## Мілітаризація: 1958—1966
До 1958 року Французький уряд вкладав свої ресурси в Force Nucléaire Stratégique (FNS), відомий як сила «de frappe», буквально «ударна сила». Тим не менш, будь-які сумніви щодо розроблення французької атомної бомби були покинуті початком  П'ятої Французької республіки та повернення президента-націоналіста Шарля де Голля. Розчарований виключенням Франції з американо-британського партнерства, де Голль хотів зробити Францію більш незалежною від НАТО і прагнув зробити це в значній мірі за допомогою створення ядерної зброї. Як пояснив де Голль, «Велика держава, яка не володіє ними [ядерною зброєю], коли інші мають їх, не володіє власною долею».
У 1957 році Франція створила місце для тестування поблизу міста Регане у Алжирі, оазис у пустелі Сахара. Перше французьке ядерне випробування під кодовою назвою Гербоаза Блюе (що означає блакитний тушканчик, в честь першого кольору французького прапора та пустельного гризуна, знайденого в Сахарі) відбулося о 7:04 ранку 13 лютого 1960 року. Вибух відбувся над 336-футовою вежею, бомба мала вихід 60-70 кілотонів, у чотири рази потужніша, ніж бомба Little Boy, скинута на Хіросіму. Президент де Голль заявив: "Ура за Францію! З цього ранку вона сильніша і величніша ". Французькі атомні бомби були введені у дію для військового використання до 1964 року.
Офіційні французькі звіти зазначають: «Для вибухів на невеликій висоті земля, вода та різноманітні уламки … утворили вертикальний стовп між сонцем та сферою газового тепла, що мала вигляд снігу». Незабаром після початку випробувань, французькі військові швидко встановили навколо району Регане 150-метрову «забруднену зону». З того часу французький сенат заявив, що «це підтверджує, що деякі райони, які знаходяться поблизу тестування, отримали значну дозу радіоактивності». Сенат також зазначив, що з моменту незалежності Алжиру він ніколи не намагався отримати інформацію про радіаційне зараження в регіоні, і що Сахарські вітри та ерозія зробили «проведення інспекції сьогодні практично неможливим». У доповіді Аль-Джазіри від 2015 року зазначено, що Франція зарила додаткові радіоактивні матеріали в Сахарі, але, знову ж таки, вітри зробили подальше розслідування неможливим.
Франція продовжувала б випробування в Алжирі до 1966 року, майже через чотири роки після незалежності Алжиру. Ще три атмосферні випробування були проведені на Регане, що викликало осуд та протести низки африканських країн. Наступна серія підземних випробувань була проведена поблизу села Ін Екер на півдні Алжиру. Місце тестування Регане не було повернуто під управління Алжиру до 15 січня 1967 р. У період з 1961 по 1966 рр. Франція провела 13 підземних випробувань.
Випробувавши власний ядерний пристрій, Франція домагалася включення до програми розподілу ядерної зброї США — Великої Британії. Однак Сполучені Штати готові ділитися своїми ядерними таємницями лише в структурі НАТО, пропонуючи багатосторонні сили, групи кораблів і підводних човнів з балістичними ракетами, створеними міжнародною коаліцією НАТО. Де Голль відхилив цю пропозицію розцінюючи це як американську спробу отримати політичний контроль над ядерними силами Франції, заявивши: «У питаннях, що мають велике значення, суверенна нація здійснюватиме свій суверенітет на односторонній основі». Франція продовжувала віддалятися від інтегрованого військового командування НАТО в Брюсселі і, в березні 1966 року офіційно не приєдналася до 2009 року.

## Тестування у Французькій Полінезії: 1966—1996
До 1960 року президент де Голль був обізнаний, що Франція збирається втратити Алжир, і почав шукати підходящий тестовий майданчик в інших місцях. Будівництво випробувальних майданчиків розпочалося незабаром на атолах Туамоту в Муруроа і Фангтауфа в Південній частині Тихого океану, а перше випробування було проведено 2 липня 1966 року. Франція продовжила проведення 192 додаткових випробувань у Французькій Полінезії.
Французький уряд запевнив місцевих жителів, що загрози не буде, оскільки малонаселений острів Муруаа знаходиться в 1500 км від більш густонаселеного Таїті, і пообіцяв, що випробування відбуватимуться лише тоді, коли вітри будуть дути з населених островів. Вони також запевняли, що будуть проведені відповідні евакуації та розповсюджені інструкції з безпеки. Тим не менш, більшість Французької Полінезії отримала хоча б деякі ядерні випади. Лише один острів на Таїті отримав  у 500 разів більше максимально дозволеної  дози опромінення під час випробувань у 1974 році. Медичні дослідження останніх років прийшли до висновку, що тестування ймовірно пов'язане з зростанням раку у жителів островів.
Після короткого мораторію щодо ядерних випробувань на початку 1990-х років, президент Жак Ширак оголосив 13 червня 1995 року, що підземні випробування відновляться у Французькій Полінезії. Це рішення засудили країни по всьому світу і викликали масові протести по усьому Таїті. Після шести випробувань французька програма тестування була офіційно припинена в січні 1996 року. Фінальна серія тестувань Франції спровокувала міжнародний протест і бойкоти французької продукції, оскільки вони проводили ці випробування під час переговорів про всеосяжний  договір про заборону ядерних випробувань . Договір про всеосяжну заборону ядерних випробувань був багатостороннім договором, який забороняв би використовування  всіх ядерних вибухів, як у цивільних, так і у військових цілях. Генеральна Асамблея ООН прийняла Договір 10 вересня 1996 року, але він не був виконаний, оскільки вісім держав не ратифікували Договір. Однак у 1998 році Франція стала однією з перших країн, які підписали договір, і тоді вони закрили всі свої тестові майданчики.

## Вплив ядерних випробувань
Французькі ядерні випробування спричинили як проблеми зі здоров'ям, так і екологічні проблеми. Міжнародні лікарі з запобігання ядерній війні провели дослідження з метою визначення наслідків опадів. Тест Бериля в Алжирі слугує прикладом. Це випробування відбулося 1 травня 1962 року. Опади, у цьому випадку поширювалися, коли в атмосферу потрапляли лава, аерозолі та газоподібні продукти. В результаті випробувань на французьких полінезійських атолах випадання опадів поширювалося дощем. Дощ утворився з часток ядерних вибухів.
Французька медична дослідницька установа «Inserm» зробила висновок, що рак щитоподібної залози збільшився у тих, хто проживає в межах 1300 км від ядерних випробувань. Випробування також вплинули на морське життя в атолах, спричиняючи зменшення біорізноманіття і призвівши до зникнення деяких плазунів і птахів. У Морурої зберігалися ядерні відходи, включаючи брухт деревини та металів. Під час циклону у 1981 році відбулося поширення цих відходів по навколишніх атолах. У 1983 році вчені виявили, що концентрація плутонію-239 у повітрі в тестових атолах була в чотири рази більшою, ніж у континентальній Франції. Підземні випробування спричинили зсуви, цунамі та землетруси.
У 2008 році французька ветеранська організація «Aven» провела опитування з ветеранами атомних випробувань. У цьому опитуванні було зроблено висновок, що 35 відсотків опитаних ветеранів мали один або більше видів раку, а майже кожен п'ятий — безплідний. Рак крові та серцево-судинні захворювання були поширеними серед ветеранів ядерних проєктів. Їхні діти та онуки стикаються з подібними проблемами зі здоров'ям.

## Наслідки
На даний момент Франція утримує третій за величиною ядерний арсенал у світі з приблизно 300 активних боєголовок. Розгортає балістичні ракети підводних човнів, а також винищувачі, здатні перевозити бомби. У 2006 році президент Ширак заявив, що Франція розглядає можливість використання ядерної зброї для боротьби з тероризмом, стверджуючи: «Лідери держав, які застосовуватимуть проти нас терористичні засоби, а також ті, хто передбачав би їх використання також зброю масового знищення, повинні розуміти, що вони будуть відкриті для твердої і рішучої реакції з нашого боку». У 2008 році президент Ніколя Саркозі оголосив про скорочення французького ядерного арсеналу до максимум 300 боєголовок, цю позицію продовжив його наступник, президент Франсуа Олланд.
У 2009 році парламент Франції прийняв законопроєкт, в якому визнав вплив своєї програми ядерних випробувань. Законопроєкт передбачав певну компенсацію для військових ветеранів, які страждали від ускладнень зі здоров'ям через свою причетність до тестувань. Законопроєкт пропонував компенсацію в сумі десяти мільйонів євро. Ветерани стверджують, що цей закон не надто повний, оскільки в операціях з ядерних випробувань брало участь понад 150 000 осіб, включаючи як військових, так і цивільних. Міністр оборони Ерве Морін підтвердив, що майже 100 солдатів брали участь у випробуваннях, спрямованих на вивчення впливу радіації на людину. Він заявив, що «це була інша епоха», і що історичні події не слід аналізувати з позицій 2010 року.
Французький уряд стверджував, що його ядерні операції проводились у безпечний спосіб. У 2010 році французька газета «Le Parisien» опублікувала конфіденційний військовий звіт, вказуючи на те, що французькі солдати використовувались у «тактичних експериментах» для вивчення впливу радіації на людину. Один із прикладів цього трапився в 1961 році, коли військовослужбовці працювали поблизу місця ядерної детонації, майже одразу після проведення випробувань.
«Électricité de France» продовжує експлуатувати 58 атомних реакторів по всій Франції, виробляючи приблизно 75 % французької електроенергії. Через низькі витрати на виробництво Франція є найбільшим  експортером електроенергії у світі і щороку отримує мільярди євро від свого виробництва енергії. Тим не менше, зростання витрат і старіння об'єктів змусили закрити кілька атомних станцій в останні роки. Французький уряд наразі розглядає законопроєкт, який призведе до зниження ядерної частки французької електроенергії до 50 % до 2025 року.
Хоча уряд Франції довго заперечував будь-які зв'язки між його програмою тестування та проблемами зі здоров'ям мешканців Французької Полінезії, в останні роки медичні дослідження виявили зв'язок між ядерними випробуваннями та раку щитоподібної залози. Відкриття відтоді продовжують доводити шкоду, заподіяну французькою ядерною програмою. У 2010 році парламент Франції прийняв закон, який пропонує компенсацію жертвам ядерних випробувань та їхнім нащадкам.
1. ↑  French Nuclear Program. Atomic Heritage Foundation (англ.). Архів оригіналу за 22 грудня 2019. Процитовано 4 листопада 2019.